# Nintendo Starlets
Nintendo Starlets (conocidas en Europa como Heroínas y en Latinoamérica como Divas de Nintendo) es el nombre que se le da al conjunto de personajes femeninos de Nintendo, ya sean princesas, damiselas en apuros o heroínas.

## Integrantes

### Princesa Peach
La Princesa Peach (Peach significa melocotón o durazno en inglés), conocida también anteriormente como Princesa Toadstool es un personaje de la saga de Super Mario Bros. para las consolas de Nintendo. Es la princesa del Reino Champiñón, y a su servicio tiene una gran cantidad de "honguitos" llamados Toads. Su rol principal en los juegos es ser la damisela en apuros que debe ser salvada por Mario de las garras del malvado Bowser. 
Su primera aparición fue en el año 1985 en Super Mario Bros., juego desde el cual siempre ha sido raptada, excepto en Super Mario Bros. 2 y el resto de juegos de Mario que no son del género de plataformas y con la especial excepción de Super Mario Land, donde la secuestrada/protagonista, es Daisy: (Super Smash Bros., Mario Kart, Mario Party, etc.).

### Princesa Daisy
La Princesa Daisy es la hermosa y enérgica princesa y gobernante de Sarasaland (Sarasalandia en español), Sarasaland está compuesto por 4 reinos llamados: Chai (lugar en el que se encuentra el castillo de Daisy) Birabuto, Easton y Muda. Apareció por primera vez en el juego Super Mario Land, siendo secuestrada por el monstruo Tatanga. Está enamorada de Luigi y viceversa. Daisy es conocida porque sus habilidades especiales a menudo tratan con flores (las margaritas, principalmente, esto podría ser también ya que su nombre está relacionado con las margaritas). Como tal, su emblema personal es representado con frecuencia con flores de coloración amarilla, naranja, turquesa. Ella es la amiga de Peach y en muchos juegos de deportes ella es su compañera de equipo.

### Pauline
Pauline, llamada Lady en Japón, es un personaje femenino de la serie de Mario, el cual se presume que es el antiguo amor del fontanero con bigote. 
Su primera aparición fue en 1981 en el juego de Donkey Kong, en el cual era secuestrada por el gorila, y posteriormente rescatada por Mario (conocido como Jumpman en esa época). En la actualidad, Pauline aparece en el juego de Nintendo DS,  Mario vs. Donkey Kong: Minis March Again, en el cual Mario y su compañera entran a un parque, donde ésta es secuestrada por DK, empezando una historia clásica de Mario al rescate.

### Princesa Zelda
La Princesa Zelda (ゼルダ Zeruda) personaje de la saga de videojuegos The Legend of Zelda, de la compañía Nintendo. Es una mujer joven, perteneciente a la ficticia raza hyliana. Es la princesa del reino de Hyrule, y la poseedora de la Trifuerza de la Sabiduría.
En los juegos más antiguos y de mayor simplicidad argumental, Zelda era la princesa secuestrada por el villano, generalmente Ganon, a quien Link el héroe debía rescatar. No obstante, su rol dentro de la saga ha cambiado mucho, confiriéndosele mayor importancia, complejidad y profundidad.
Últimamente su papel ha cambiado considerablemente dentro de la historia. Sin embargo, de una u otra manera, siempre es aprisionada o capturada, y Link tiene que encontrar la forma de liberarla; ese es el caso de Twilight Princess; primero Zelda es hechizada y encerrada por Zant al invadir Hyrule y al final del juego su cuerpo es poseído por Ganondorf.

### Rosalina
Rosalina (conocida en Japón como Rosetta (ロゼッタ), conocida en España como Estela) es un personaje femenino dentro del mundo de los videojuegos de Super Mario de Nintendo que apareció por primera vez en Super Mario Galaxy. En la versión en inglés recibió el nombre de Rosalina, en Japón recibió el nombre de Rosetta, En Latinoamérica toma el nombre de "Rosalina" y en España recibió el nombre de Estela.
Rosalina se parece a la Princesa Peach, pero con un peinado diferente, un vestido más moderno y con una voz más madura, también usa una corona, pero de plata o platino. Tiene una vara mágica, la cual permite impulsar la nave por el espacio. Comúnmente, es muy técnica, pero de buen corazón, con una percepción práctica para las cosas. En el cuento que les narra a los destellos y a Mario en la biblioteca, se demuestra que Rosalina come trozos de estrellas, al igual que sus amigos los destellos.
En el juego de Mario Kart Wii aparece un destello flotando alrededor de ella, y al hacer acrobacias en saltos, este hace sonidos similares a los que emiten al hablar en Super Mario Galaxy.

### Toon Zelda
Hizo su primera aparición en The Legend of Zelda: The Wind Waker siendo la heredera legítima del trono y descendiente de la estirpe real de Hyrule. Puso todo su empeño para terminar sus incesantes batallas de un Ganondorf que, tras resucitar, convirtió a Zelda en su objetivo por ser la portadora de la Trifuerza de la Sabiduría. De nada le sirvió esconderse en el Castillo de Hyrule, porque Ganondorf la acabó apresando. Toon Zelda Puede Convertirse en Tetra, así como zelda puede convertirse en Sheik. Tetra es la capitana de un barco pirata que surca los mares en busca de tesoros hundidos. Se ha ganado la confianza de muchos por su temperamento. No parece darse cuenta de que es la princesa Zelda. Mascarón Rojo le revela su verdadera identidad cuando Ganondorf se entera de su existencia. Su pose característica es muy simpática: se cruza de brazos y guiña el ojo

### Samus Aran
Samus Aran (サムス・アラン Samusu Aran?), también conocida por los piratas espaciales como "La cazadora", es un personaje de videojuego creado por Nintendo, y es la protagonista de la saga de Metroid. Samus es una caza-recompensas interestelar que viste un traje especial para sus misiones, el cual incorpora una serie de tecnologías muy avanzadas, incluyendo un cañón y la habilidad de convertirse en una esfera giratoria llamada “Morfósfera” (Morph Ball en inglés).
Samus estableció un precedente en el mundo de los videojuegos con su primera aparición en el primer juego de Metroid en 1986. Originalmente, los jugadores tenían la impresión de que Samus era un hombre, ya que incluso, el manual de instrucciones lo confirmaba de esa manera. Sin embargo, si el jugador completaba el juego de Metroid en menos de una hora, Samus se quitaba el traje revelándose de esa manera como una mujer joven y atlética. A pesar de que Samus lleva puesto el Power Suit durante la mayor parte de los juegos de la Saga, se ha convertido en una tradición representarla sin el traje mostrando atuendos más reveladores (como el Zero Suit en los últimos juegos) al final de cada juego. Para poder ver a Samus sin el traje, se tiene que completar el juego en cierto tiempo establecido, alcanzar un alto porcentaje de elementos recogidos en el juego, o incluso ambas condiciones.
Samus Aran es reconocida como una de las primeras protagonistas femeninas de la historia de los videojuegos y sigue siendo un personaje popular de Nintendo a más de un cuarto de siglo después de su debut, llegando a aparecer en muchos otros medios de Nintendo como los Cómics de Capitán N: Game Master, y especialmente en la serie de videojuegos Super Smash Bros.
- Datos: Q16611948